# Megan Courtney-Lush
Megan Courtney-Lush (ur. 27 października 1993 w Dayton) – amerykańska siatkarka, reprezentantka kraju, grająca na pozycji przyjmującej. 

## Sukcesy klubowe
Liga uniwersytecka NCAA:
- 2013, 2014

Liga portorykańska:
- 2016

Superpuchar Włoch:
- 2021

Klubowe Mistrzostwa Świata:
- 2021

Puchar Włoch:
- 2022[5]

Liga włoska:
- 2022[6]

Liga Mistrzyń:
- 2022[7]

## Sukcesy reprezentacyjne
Puchar Panamerykański:
- 2017
- 2016

Puchar Wielkich Mistrzyń:
- 2017

Liga Narodów:
- 2019, 2021

Puchar Świata:
- 2019

Mistrzostwa Ameryki Północnej, Środkowej i Karaibów:
- 2019

## Nagrody indywidualne
- 2014: MVP Mistrzostw uniwersyteckich NCAA
- 2019: Najlepsza libero Ligi Narodów
- 2021: MVP Superpucharu Włoch